# Ben Cummins
Pour les articles homonymes, voir Cummins (homonymie).
Ben Cummins est un arbitre de rugby à XIII australien. Il est l'un des meilleurs arbitres des années 2000 et 2010. Il officie depuis 2006 dans la National Rugby League en ayant plus de deux cents matchs à son actif. Il a également officié lors de la Coupe du monde 2013 (dont la demi-finale entre l'Angleterre et la Nouvelle-Zélande), au Tournoi des Quatre Nations (2010) ainsi qu'au State of Origin (2011, 2012, 2013 & 2014), City vs Country Origin (2011) et le World Club Challenge (2014).
Il arbitre son 300ème match de NRL le 20 aout 2017 à l'occasion du match Bulldogs-Manly.

## Palmarès
- Élu meilleur arbitre du monde : 2012 & 2013.